# Fürtös fülőke
A fürtös fülőke (Dendrocollybia racemosa) a pereszkefélék családjába tartozó, Európában és Észak-Amerikában honos, más gombák bomló termőtestén élő, nem ehető gombafaj. Nemzetségének egyetlen faja.

## Megjelenése
A fürtös fülőke kalapja 0,7-1,5 cm széles, alakja eleinte szélesen kúpos, később domború, idősen majdnem laposan kiterül, közepén kis púppal (egyes példányoknál a kalap csökevényes vagy teljesen hiányozhat). Széle fiatalon behajló, később egyenes, öregen kissé felhajló, hullámos. Felszíne középen sima, a szélén selymesen, benőtten szálas. Színe halványbarna, szürkésbarna, a szélén világosabb, néha halványan zónázott. 
Húsa 1 mm-nél is vékonyabb színe szürkés. Szaga és íze nem jellegzetes. 
Közepesen sűrű lemezei tönkhöz nőttek vagy foggal lefutók. Színük piszkosszürke. 
Tönkje 4-6 cm magas és 0,5-1 mm vastag. Nagyjából egyenletesen hengeres, rugalmas; alsó kétharmadából vékony kis oldalágak állnak ki sűrűn, melyek vége megvastagodott vagy apró kalapot formál és aszexuális konidiospórákat termel. Felszíne hamvas. Csúcs halványbarna, lejjebb sötétebb barna és világosabb szálak borítják. A tönk a talajban egy max 5 mm-es, magszerű, fekete szkleróciumhoz kapcsolódik. 
Spórapora fehér. Spórája ellipszis alakú, vékony falú, inamiloid, mérete 4-4,5 x 2-2,5 µm. Az aszexuális spórák megnyúlt ellipszis alakúak, belsejük szemcsés, inamiloidak, méretük 10-15,5 x 3-4 µm.

### Hasonló fajok
Az oldalágak nagyon jellegzetessé teszik; egyébként a fehéres kalapú barnagumós fülőke hasonlít hozzá. 

## Elterjedése és termőhelye
Európában és Észak-Amerikában honos.  
Lomberdőkben és fenyvesekben él, más gombák (galambgombák, tejelőgombák) bomló termőtestét vagy az avar szerves anyagait bontja. Nyártól őszig terem.

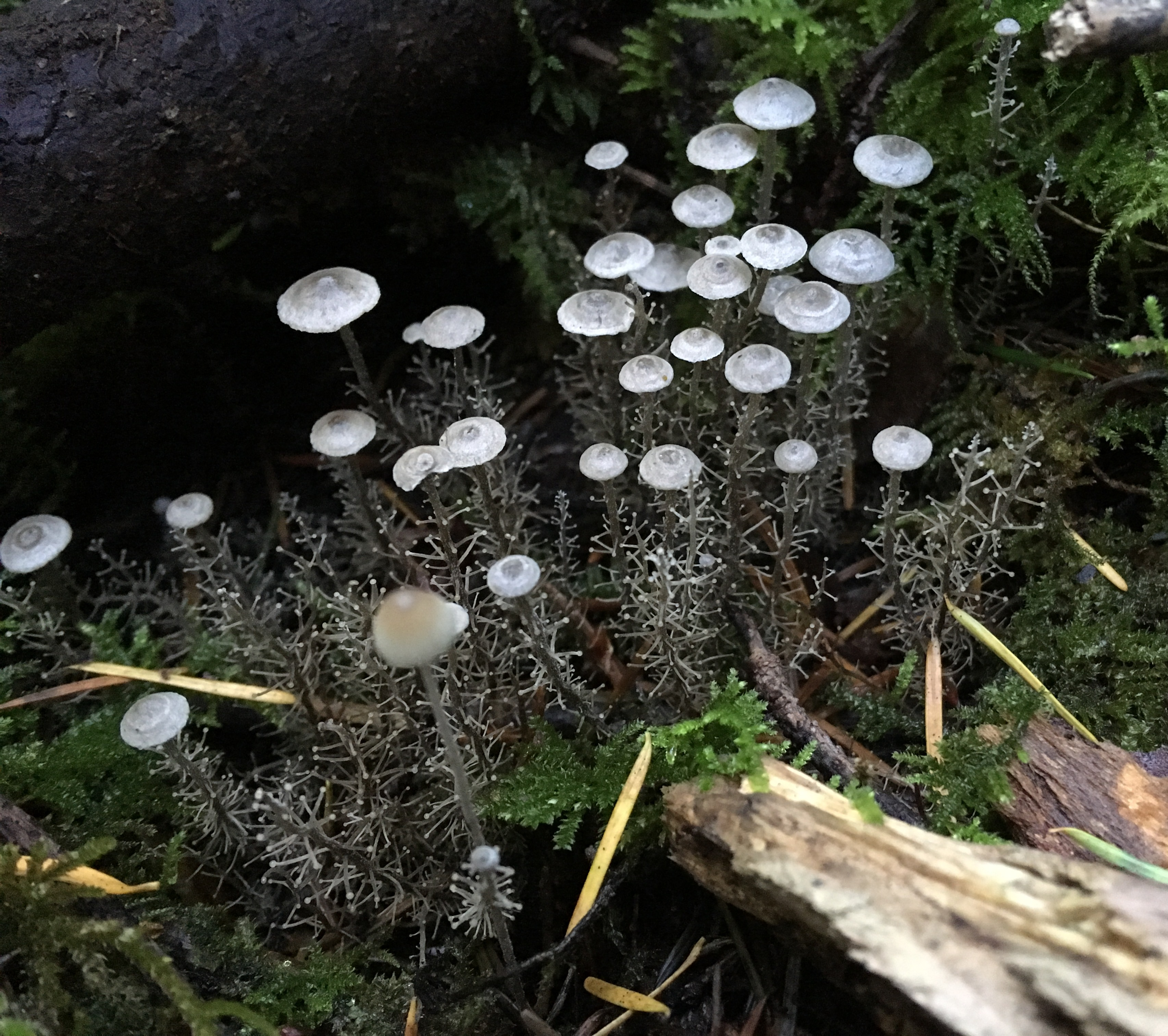
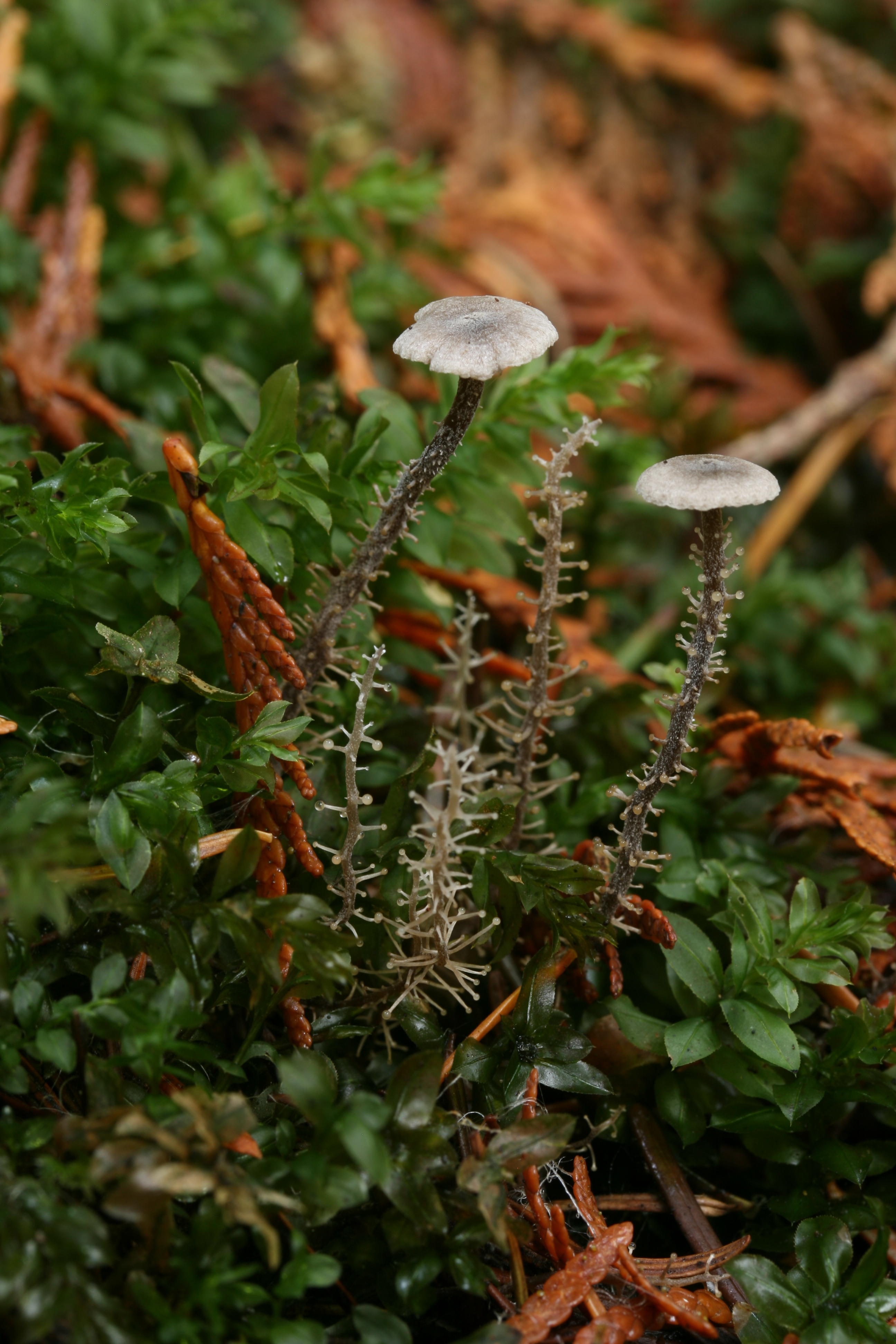
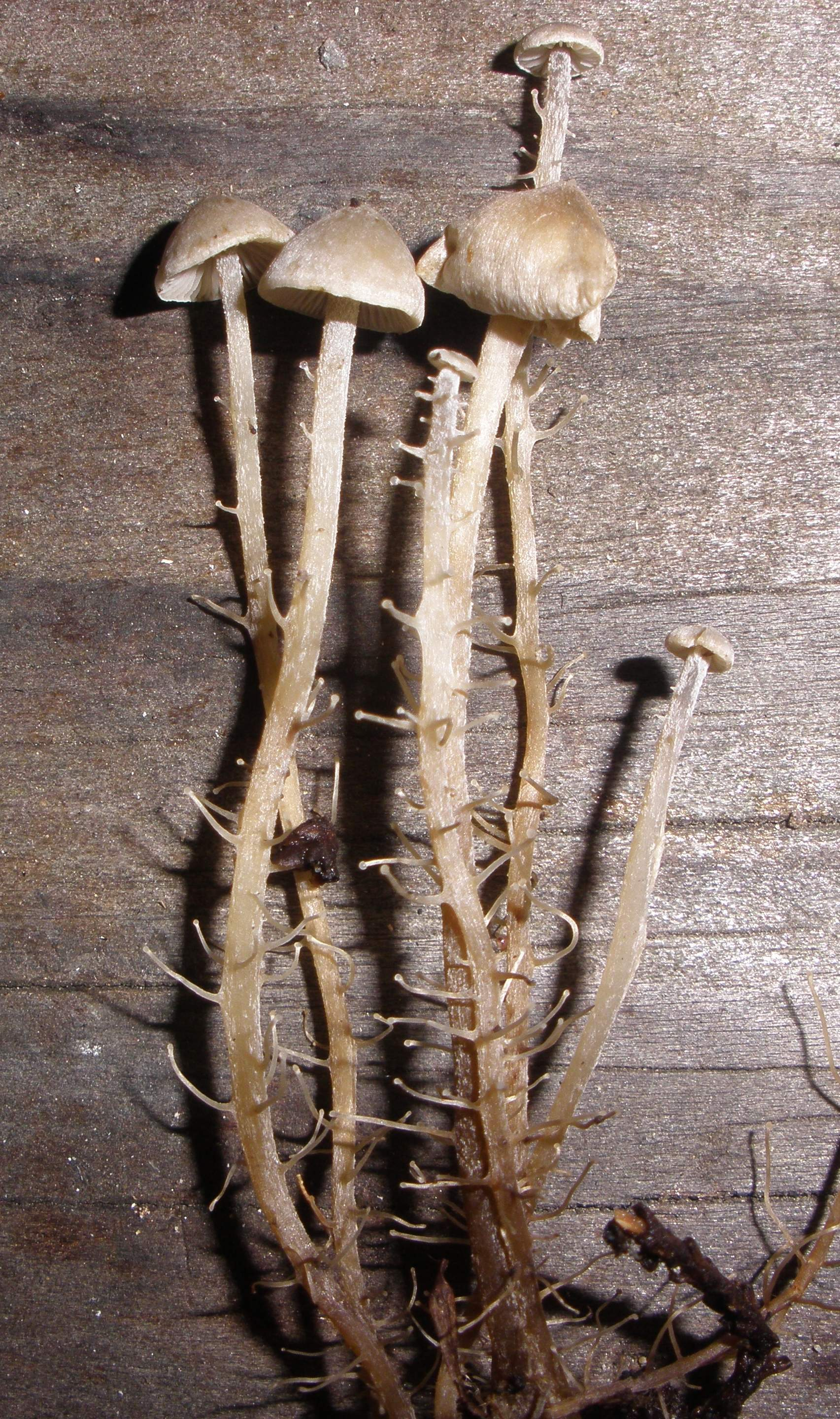
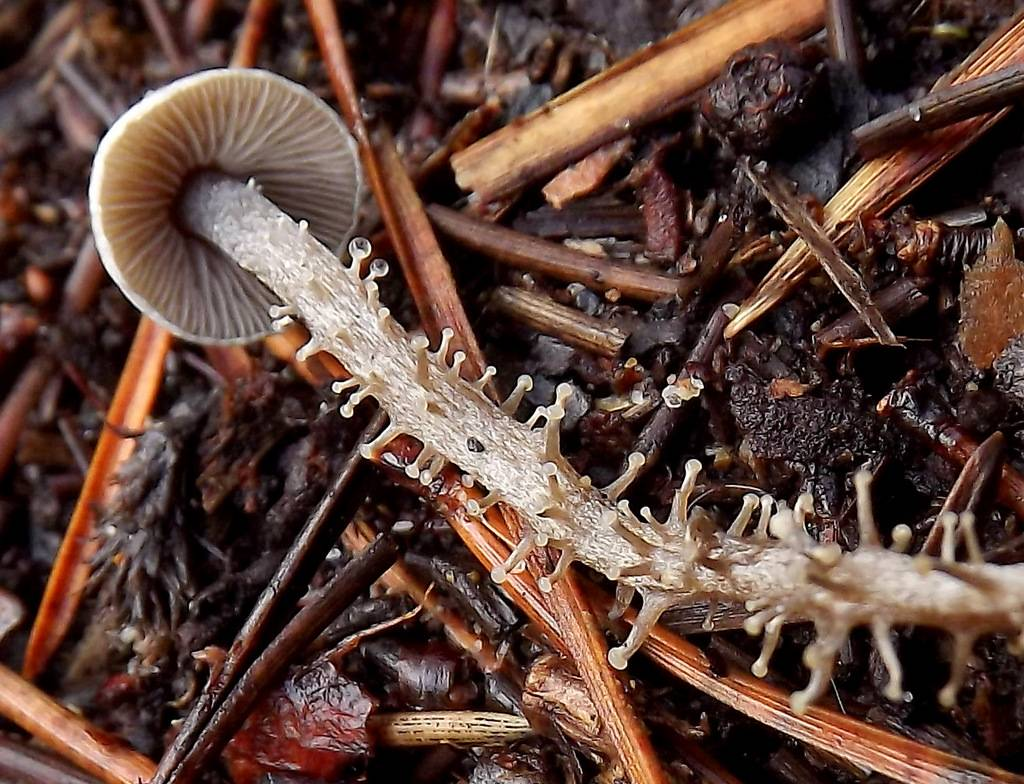
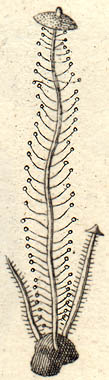

Nem ehető.  